# Beauvoir-sur-Mer (tổng)
Tổng Beauvoir-sur-Mer là một tổng, nằm ở tỉnh Vendée trong vùng Pays de la Loire.

## Các xã
Tổng Beauvoir-sur-Mer bao gồm các xã sau:
- Beauvoir-sur-Mer (thủ phủ): 3399 người (1999)
- Bouin: 2 242 người (1999)
- Saint-Gervais: 1 648 người (1999)
- Saint-Urbain: 1 059 người (2004)